# Heidi Van de Vijver
 Heidi Van de Vijver, née le 31 décembre 1969 à Bornem, est une coureuse cycliste belge. Elle est la fille de Paul Van De Vijver, coureur professionnel belge des années 1960.  

## Biographie

### Coureuse
Elle gagna le quatrième Tour de la CEE. 

### Dirigeante
Après sa carrière de sportive, elle rejoint l'encadrement des équipes. Elle commence en 2007 dans l'équipe AA-Drink au poste de représentante auprès de l'UCI et directrice sportive adjointe. En 2009, elle monte sa propre équipe : Red Sun. Celle-ci arrête fin 2010. Elle devient alors gérante et directrice sportive dans l'équipe Kleo Ladies. 

## Palmarès
- 1990
  - 4e étape de Paris-Bourges
  - 3e de Paris-Bourges
- 1991
  - 2e du championnat de Belgique sur route
- 1992
  - 2e du Tour de la CEE
  - 2e du Hel van het Mergelland
  - 3e de La Grande Boucle féminine internationale
  - 3e du GP Jamin
- 1993
  - Tour de la CEE
  - 3e de La Grande Boucle féminine internationale
- 1994
  -  Championne de Belgique sur route
- 1998
  -  Championne de Belgique sur route
- 1999
  -  Championne de Belgique du contre-la-montre
- 2000
  -  Championne de Belgique du contre-la-montre
  - 8e de la course en ligne des Jeux olympiques
- 2001
  -  Championne de Belgique du contre-la-montre